# Мариус, Хермина Герхарда
Хермина Герхарда Мариус (нидерл. Gerharda Hermina Marius; 1854, Хенгело — 1919, Гаага) — нидерландский художественный критик и искусствовед.
Начинала свой творческий путь как художница, училась в Девентере у Яна Стрининга, затем в Амстердамской академии изящных искусств у Августа Аллебе. Оригинальная живопись Мариус не пользовалась успехом, и с 1891 г. она в основном переключилась на занятия критикой. Первоначально Мариус сотрудничала с газетой De Gids, в 1895—1907 гг. была художественным обозревателем Het Vaderland, а затем до 1916 г. — Het Nieuws van den Dag.
Наиболее значительным трудом Мариус стал обзор «Голландская живопись в XIX веке» (нидерл. De Hollandsche schilderkunst in de negentiende eeuw; 1903, переиздание 1920, немецкий перевод 1906, английский перевод 1908). Ей также принадлежит монография о Джоне Рёскине (1899), книга для детей о Рембрандте, перевод на нидерландский язык «Живописи в XIX веке» Леонса Бенедита и др.